# 賴瑞金現場

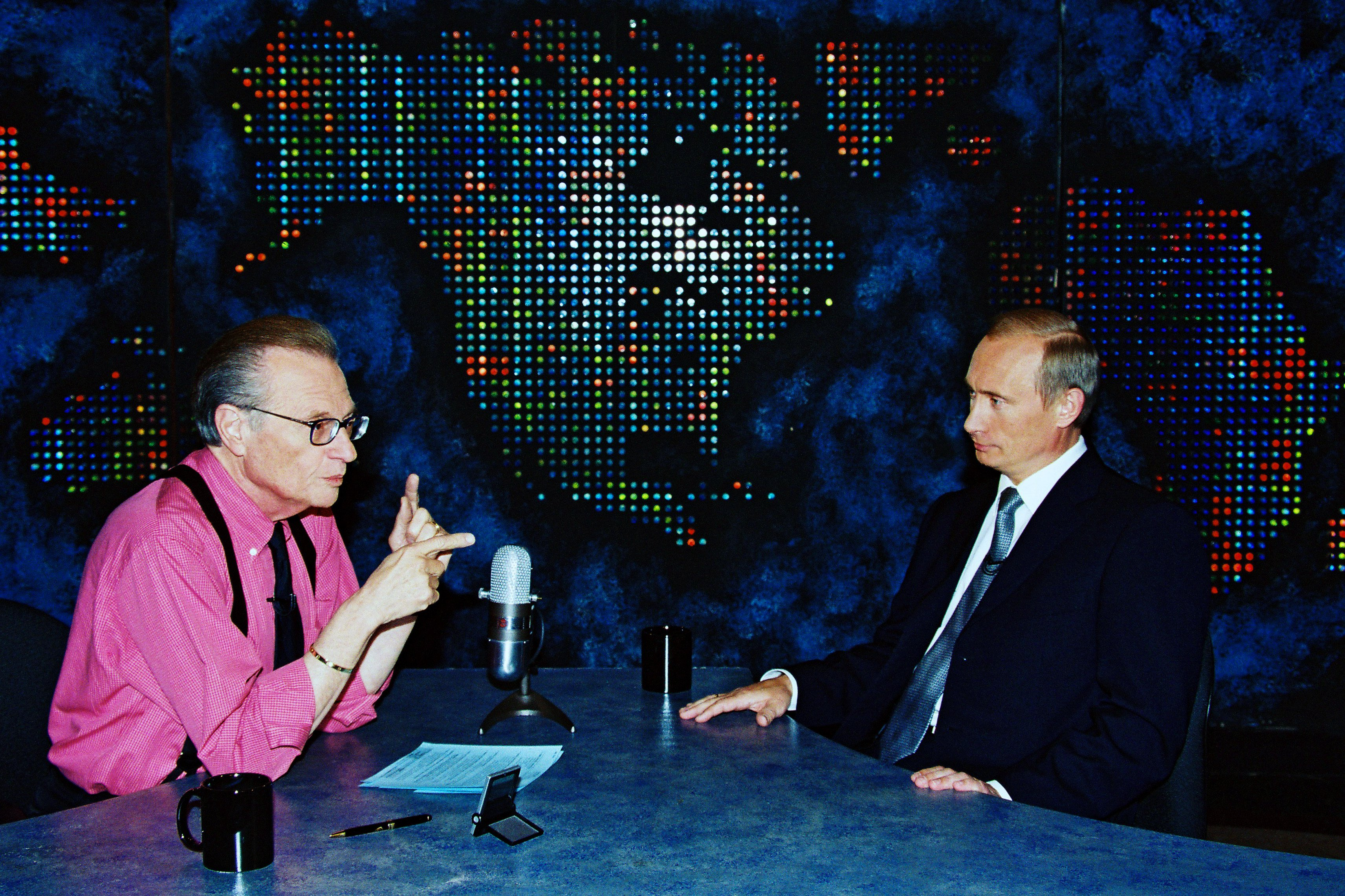
2008年9月8日赖瑞金采访俄罗斯总统普京

《賴瑞金現場》（英語：Larry King Live），美國有線電視新聞網（CNN）節目，由賴瑞金主持，以吊帶配西褲、黑框眼鏡的裝扮塑造鮮明個人形象，每天晚間9點至10點播出，1985年6月3日開播，2010年12月16日停播時，時間長達25年；以訪談及脫口秀為主，訪問過許多知名人物，包括達賴喇嘛、比爾蓋茲、歐巴馬、戈巴契夫、川普等人。
節目長期穩坐CNN收視率最高，並創下同一節目、由同一主持人主持、在同一時段播出歷史最久的金氏世界記錄。2010年6月29日，他宣布节目可能会停止。同年12月16日为最后一次播放。2011年1月，皮尔斯·摩根开始接替美国有线电视新闻网拉里·金每晚访谈节目。

## 外部連結
- 賴瑞金現場官網（页面存档备份，存于）